# Klara Jazbec
Klara Jazbec, slovenska pevka, * 4. april 1998
S solo petjem se je začela ukvarjati pri 11 letih. Učila se ga je pri Marjetki Vovk. Kot del zbora Popsing, ki so ga sestavljali učenci istoimenske šole petja Vovkove, je posnela "Vprašaj nocoj srce" (2012) – to je bila njena prva izkušnja s snemanjem v studiu in snemanjem videospota – in posebno različico "Here for You" (Maraaya & Popsing, 2015). Maja 2012 je zmagala na tekmovanju talentov na Tednu mladih v Kranju, leto pozneje (junija 2013) pa je osvojila tretje mesto na otroškem festivalu Blejski zlati mikrofonček. Jeseni 2013 je sodelovala v oddaji Je bella cesta, in sicer v rubriki, v kateri so se še neznani pisci in pevci pomerili v pisanju in petju himn posamezne epizode. Izpadla je v polfinalu.
Širši slovenski javnosti je postala znana po sodelovanju v 6. sezoni šova Slovenija ima talent (2016). Ena izmed žirantk je bila njena učiteljica petja Marjetka Vovk. V polfinalu se je predstavila z lastno pesmijo "Milijon in ena" (glasbo zanjo je napisal Raay, besedilo pa sama), ki je bila isti dan – 4. decembra 2016 – objavljena na Youtubu. V finale se ji ni uspelo uvrstiti. "Milijon in ena" je bila uspešnica: po podatkih IPF-ja je bila 7. najbolj predvajana skladba v Sloveniji v letu 2017 (in 39. v letu 2018), na tedenski lestvici SloTop50 se je povzpela do 3. mesta, video pa si je v štirih letih nabral več kot 2,75 milijona ogledov. Leta 2017 gostovala pri pesmi "White Xmas/Bel božič", ki sta jo Maraaya posnela s svojimi varovanci.
Leta 2018 je bila del "superskupine" S.I.T., ki so jo sestavljali vidnejši nekdanji tekmovalci šova Slovenija ima talent. Izdali so pesem "Vroče". Decembra je odpotovala v New York, kjer je z ameriškim producentom Pablom San Martinom v sodelovanju z avtorsko ekipo Raay Music snemala material za svoj prvi album. Nastale so 4 pesmi, med njimi tudi tista, s katero je bila pozneje izbrana za Emo.
Septembra 2019 je v sodelovanju s POP TV-jem izdala svoj drugi singel "Vse se lahko zgodi" (avtorjev Tamirja Gostiše in Tadeja Koširja), ki je postal naslovna pesem njihove kampanje ob prenovi zvočno-grafične podobe.
14. februarja 2020 je objavila videospot za "Moment Stolen", angleško različico "Milijon in ena". Teden pozneje (22. februarja) je s "Stop the World" nastopila na Emi, konec novembra pa je izšla skladba "Največ", ki je bila uporabljena v Telemachovi božični kampanji.

## Diskografija
| Leto | Naslov             | SloTop50 |
| ---- | ------------------ | -------- |
| 2016 | Milijon in ena     | 3.       |
| 2019 | Vse se lahko zgodi | —        |
| 2020 | Moment Stolen      | —        |
| 2020 | Stop the World     | —        |
| 2020 | Največ             | —        |
| 2022 | Chasing Dreams     |          |